# Eois denlerata
Eois denlerata är en fjärilsart som beskrevs av William Schaus 1901. Eois denlerata ingår i släktet Eois och familjen mätare. Inga underarter finns listade i Catalogue of Life.